# Achéleia
Achéleia är en ort i Cypern. Den ligger i distriktet Eparchía Páfou, i den sydvästra delen av landet. Achéleia ligger 40 meter över havet och antalet invånare är 119.
Terrängen runt Achéleia är platt åt sydväst, men åt nordost är den kuperad. Kring Achéleia finns främst jordbruksmark. 